# Le Tigre se parfume à la dynamite
Le Tigre se parfume à la dynamite és una pel·lícula dirigida per Claude Chabrol el 1965.

## Argument
Noves aventures del Tigre, el cèlebre agent de la D.S.T. Les oficines d'informació pensen que greus trastorns amenacen Guaiana. De seguida, el Tigre va sobre el terreny i descobreix un complot feixista, al capdavant del qual es troba un cert Vermorel. Tanmateix, en la humitat de Guaiana, el Tigre ha de desconfiar sobretot de la misteriosa Paméla.

## Repartiment
- Roger Hanin, El Tigre
- Michel Bouquet, Vermorel
- Margaret Lee, Pamela
- Roger Dumas, Duvet
- Jean-Marc Caffareol, el coronel Pontarlier
- Georges Rigaud, el comandant Damerec
- Micaela Cendali, Sarita Sanchez
- Claude Chabrol, el metge (no surt als crèdits)
- Dodo Assad Bahador, Hanz von Wunchendorf (no surt als crèdits)
- Carlos Casaravilla, Ricardo Sanchez
- Michel Etcheverry (no surt als crèdits)
- Pepe Nieto.